# Hyères

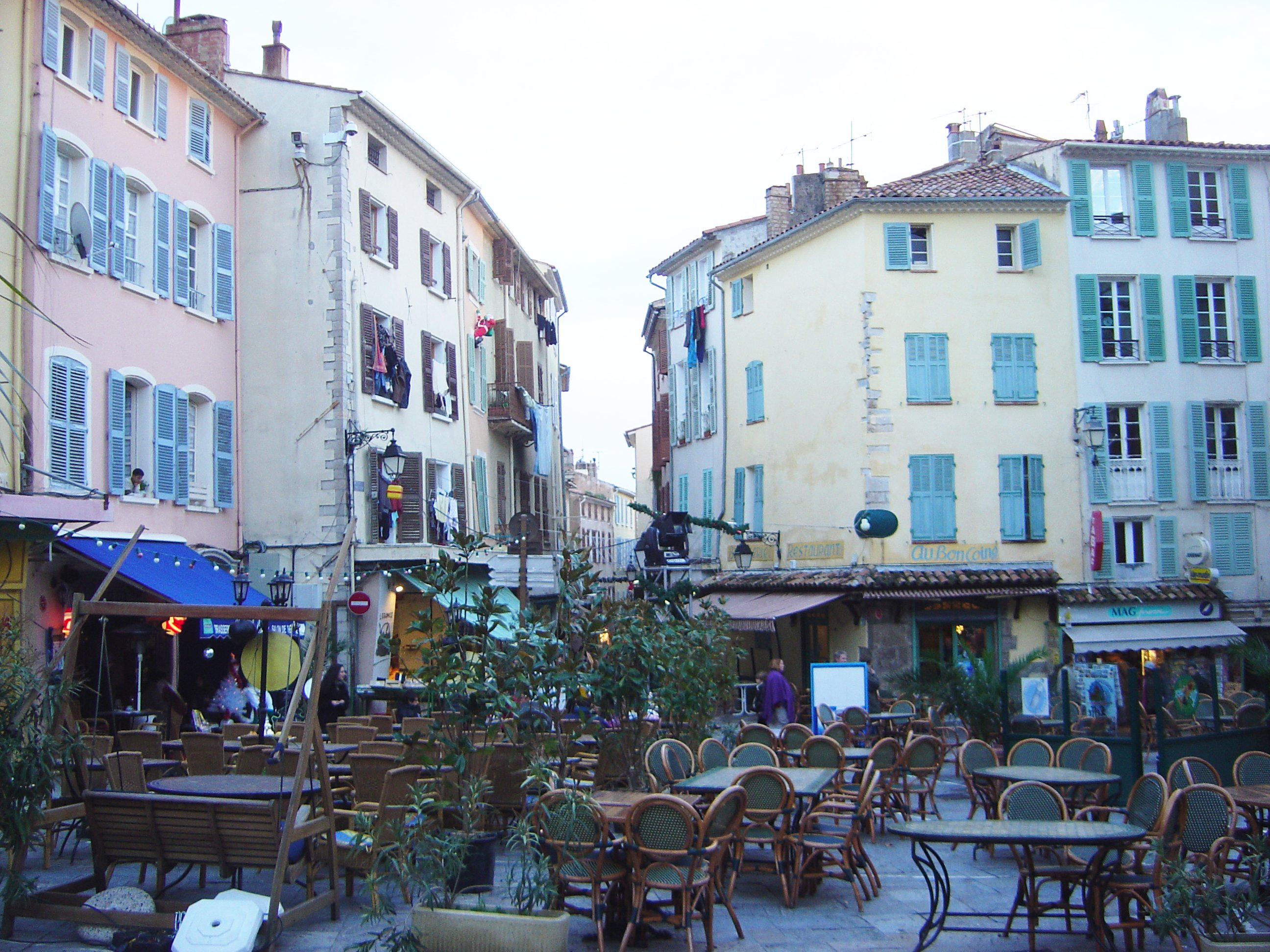
Un rincón de Hyères.

Hyères (pronunciación en francés: /jɛːʁ/ en occitano PRO Ieras NM Iero) es una población de Francia, en la región de Provenza-Alpes-Costa Azul, en el departamento de Var, distrito de Toulon, 15 km al este de dicha subprefectura.

## Geografía
La comuna de Hyères incluye la península de Giens y las islas de Hyères.
Dichas islas comprenden Porquerolles, Port-Cros y la isla du Levant, así como numerosas islas menores e islotes denominadas îles d'Or. 

## Demografía
| 6 500 | 6 528 | 6 982 | 7 617 | 9 966 | 8 880 | 10 116 | 9 999 | 9 446 | 10 368 | 10 878 | 11 212 | 12 289 | 13 849 | 13 485 | 14 982 | 17 708 | 17 659 | 17 790 | 21 339 | 17 476 | 19 816 | 22 967 | 26 378 | 23 654 | 29 061 | 28 505 | 34 875 | 36 123 | 38 999 | 48 043 | 51 417 | 54 888 |
| Para los censos de 1962 a 1999 la población legal corresponde a la población sin duplicidades (Fuente: INSEE [Consultar]) |       |       |       |       |       |        |       |       |        |        |        |        |        |        |        |        |        |        |        |        |        |        |        |        |        |        |        |        |        |        |        |        |

Forma parte de la aglomeración urbana (agglomération urbaine) de Toulon.

## Administración
Hyères está repartida entre tres cantones, aunque solo es el chef-lieu de dos de ellos, que no incluyen ninguna otra comuna:
- Cantón de Hyères-Est: 29 555 habitantes.[3]
- Cantón de Hyères-Ouest: 24 841 habitantes.[3]
- Una parte de Hyères (492 habitantes) pertenece al cantón de La Crau.[3]

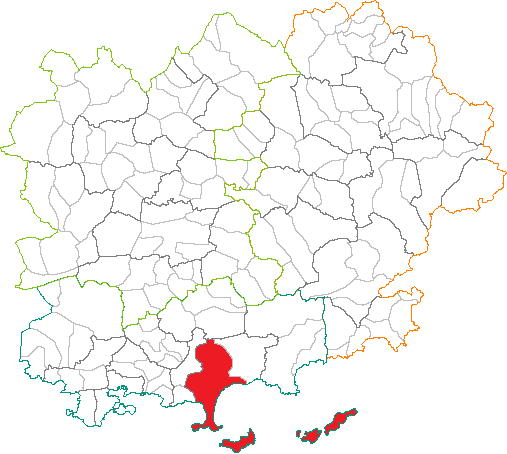
Situación de Hyères, repartida en varias islas y penínsulas del departamento de Var.

La comuna de Hyères, debido a su gran superficie y a la inclusión de islas, está subdividida en varios sectores, llamados fractions, dotados de un ayuntamiento anexo. Son los siguientes:
- - Les Salins
  - L'Ayguade
  - Les Borrels
  - Sauvebonne
  - Le Port
  - La Capte
  - Giens
  - Porquerolles
  - Port-Cros
  - Le Levant

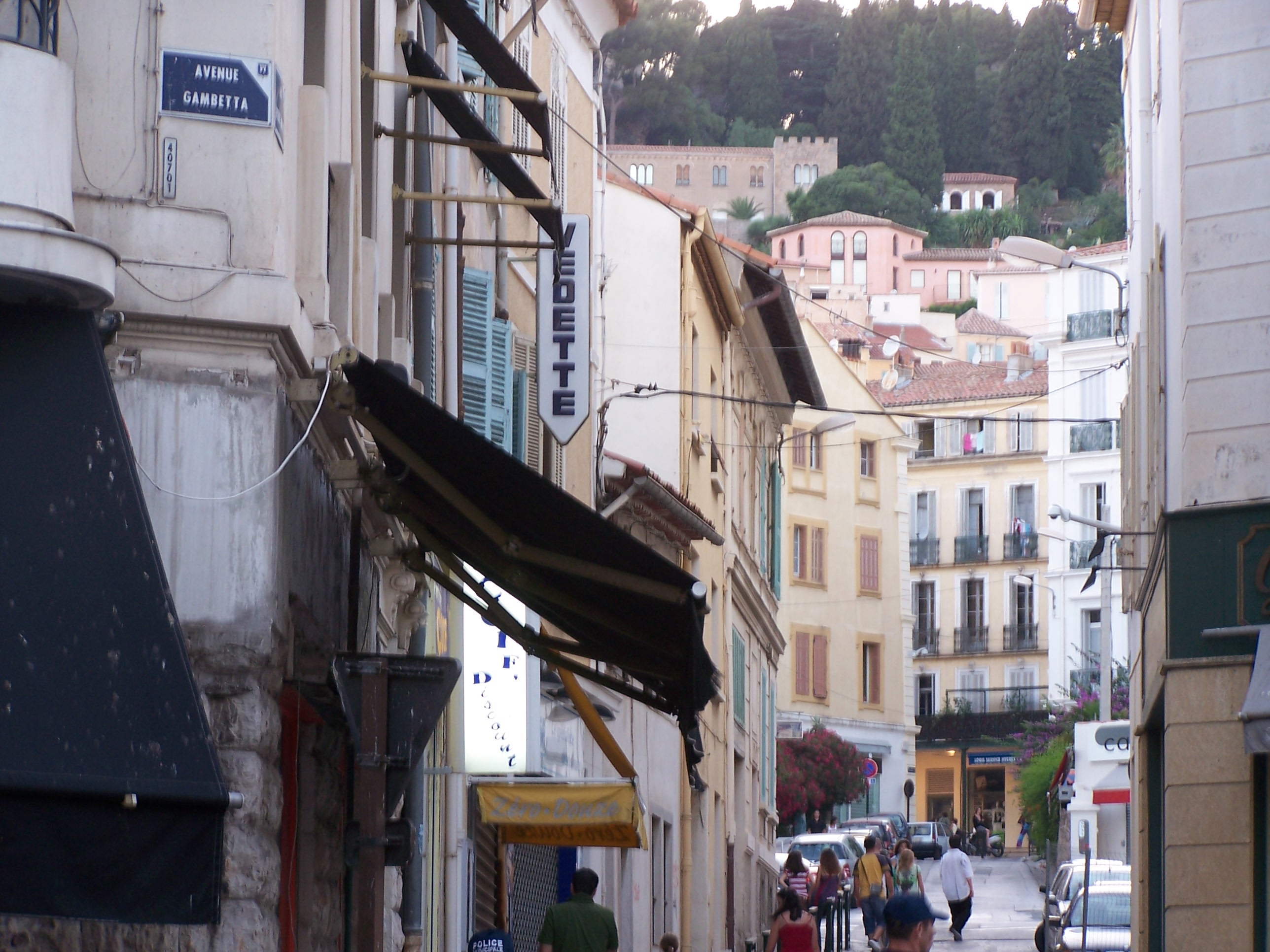
Rue du Vieux-Hyères.

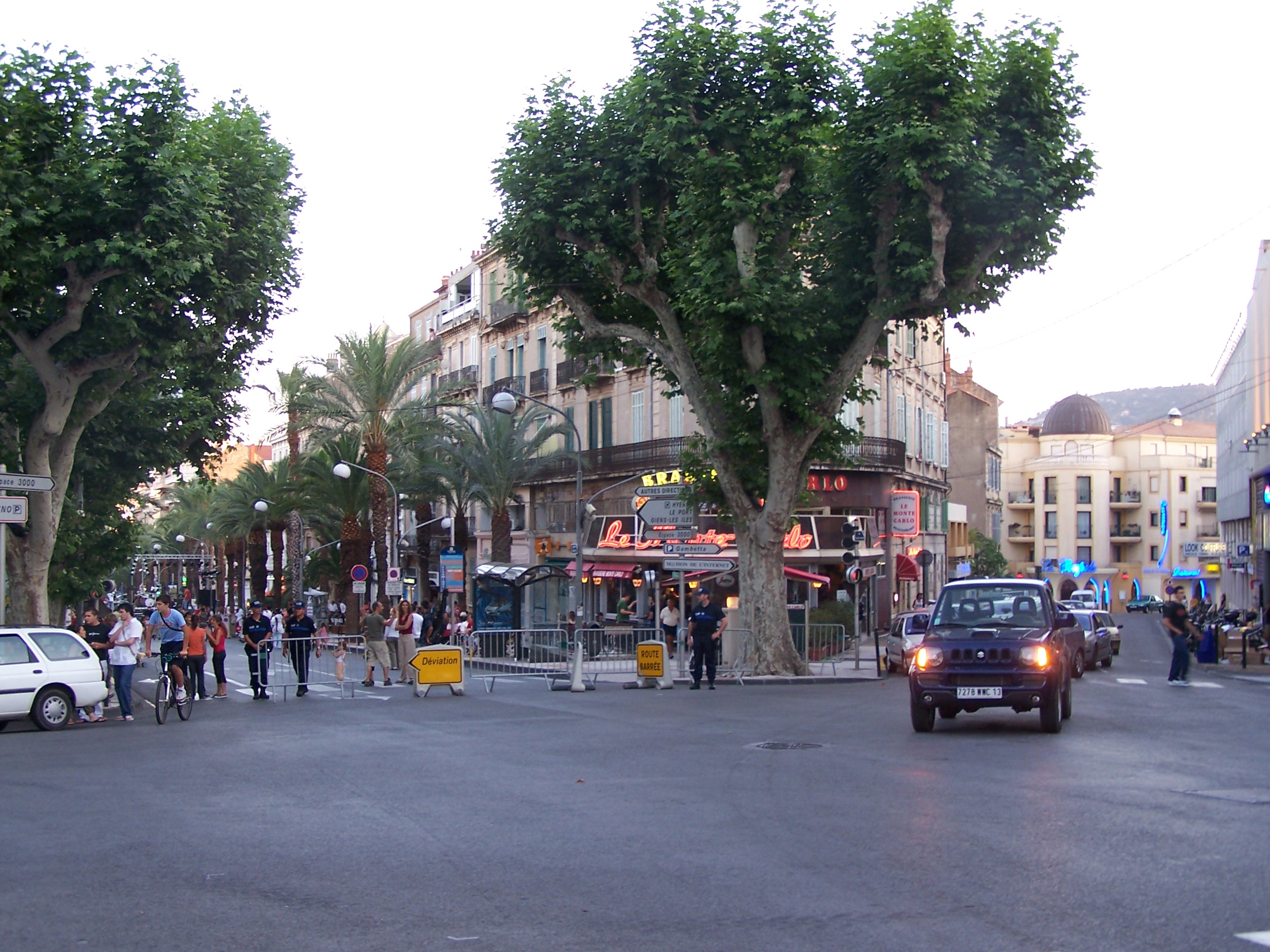
Avenue Gambetta.

A partir de Hyères se han formado las comunas de La Crau (1853), Carqueiranne (1894) y La Londe-les-Maures (1901).

## Hermanamientos
- Rottweil (Alemania)
- Koekelberg (Bélgica)